# 1. HŠK Građanski Zagreb
Il 1. Hrvatski Športski Klub Građanski Zagreb (in italiano Primo Club Sportivo Croato dei Cittadini), noto anche come Građanski Zagabria, fu un club calcistico jugoslavo di Zagabria, fondato nel 1911.
Fu tra i promotori della diffusione del calcio in Croazia.
Dopo il 1945 il club fu sciolto e molti suoi giocatori confluirono nella Dinamo Zagabria, società che fino al 1969 utilizzò colori e simboli del Građanski.

## Storia

### Gli anni d'oro
Nel 1911, all'epoca in cui la Croazia faceva ancora parte dell'Impero austro-ungarico, il Građanski fu fondato a Zagabria da Andrija Mutafelija ed alcuni suoi amici in risposta alle voci secondo le quali stava per essere fondata una squadra di calcio che avrebbe partecipato al campionato ungherese di calcio. Molti giocatori venivano dal PNIŠK, il primo club croato, defunto nel 1909. Il Građanski fu quindi fondato come società polisportiva con una distinta identità croata, con diverse sezioni sportive tra cui quella calcio, quella di pallamano e quella di ciclismo. In un primo momento la squadra usò come campi di gioco dei campi che si trovavano nelle vicinanze di Zagabria, come Tuškanac, Martinovka e Kanal, fino a quando non costruirono il proprio stadio nella via Koturaška, che fu inaugurato ufficialmente nel 1924 da Stjepan Radić, un prominente politico croato.
La prima partita fu disputata e persa contro i rivali concittadini dell'HAŠK (5-1) ma nonostante ciò la squadra divenne in breve tempo molto popolare, soprattutto tra le classi lavoratrici di Zagabria (in contrasto con l'HAŠK, che era una società sportiva accademica affiliata all'Università di Zagabria e sostenuta dai ceti più abbienti). Negli anni successivi, si sviluppò una forte rivalità sportiva tra le due squadre concittadine, e dopo la fondazione del campionato jugoslavo nel 1923, i più grandi rivali dello Građanski al di fuori di Zagabria divennero presto il BSK Belgrado e l'Hajduk Split. Durante gli anni venti e gli anni trenta il Građanski divenne la squadra più popolare di Zagabria vincendo cinque campionati jugoslavi (1923, 1926, 1928, 1937, 1940) e chiudendo al secondo posto nel 1925 e nel 1939.

### Partite internazionali
In campo internazionale, il club disputò alcuni vittoriosi tour all'estero - in uno di questi, nel 1923 in Spagna, il Građanski riuscì addirittura nell'impresa di battere il Barcellona e l'Athletic Bilbao. Il club spesso disputava amichevoli in Austria e Ungheria contro le più forti squadre locali. Nel 1936 andò in tour in Inghilterra dove essi cominciarono ad adottare il modulo WM grazie al quale vinsero il Državno prvenstvo 1936-1937. Márton Bukovi, che aveva iniziato ad adottare questo modulo nel 1936 quando era allenatore del Građanski, lo introdusse in Ungheria alla fine degli anni quaranta e successivamente lo modificò trasformandolo nel celebre modulo WW che permise alla nazionale ungherese di calcio di giungere addirittura in finale dei Mondiali 1954 e che fu poi esportato in Brasile come 4-2-4.
Il Građanski, inoltre, disputò anche amichevoli casalinghe con importanti squadre europee. Nel giugno 1934, il Građanski pareggiò 0-0 con la nazionale di calcio del Brasile (che schierava in campo leggende del calcio comes Leônidas e Waldemar), e nel maggio 1936 riuscirono persino a infliggere al Liverpool FC la sua prima sconfitta continentale a Zagabria, travolgendolo per 5-1 di fronte a un pubblico di 10.000 spettatori con August Lešnik autore di una tripletta e Berry Nieuwenhuys che segnò il gol della bandiera per i Reds.

### Il Građanski in Europa
Il club disputò la Coppa dell'Europa Centrale, la prima competizione europea per club, in tre occasioni - nel 1928, 1937 e 1940. Nel 1928 il Građanski venne eliminato ai quarti di finale dai cecoslovacchi del Viktoria Žižkov per un punteggio aggregato di 4-8. Nove anni dopo il Građanski, alla sua seconda partecipazione, fu eliminato al primo turno con il punteggio aggregato di 1-6 dal Genoa. Nel 1940, alla sua terza partecipazione, eliminarono ai quarti di finale gli ungheresi dell'Újpest FC (5-0 aggregato), per poi essere eliminati dal Rapid Bucharest in semifinale. Sia andata che ritorno terminarono a reti bianche, per cui fu necessaria una "bella" disputata a Subotica, terminata 1-1. Il Rapid si qualificò in finale al sorteggio, ma la finale (contro il Ferencváros) non fu mai disputata a causa dello scoppio della II Guerra Mondiale.

### La seconda guerra mondiale
Dopo l'invasione delle potenze dell'Asse nel 1941, il Regno di Jugoslavia fu dissolto e tutte le competizioni sportive furono sospese.
Unica eccezione fu lo stato fantoccio filonazista di Croazia, alleato dell'Asse, che organizzò un campionato nazionale a cui partecipavano squadre importanti croate.
Quattro campionati croati furono disputati durante la seconda guerra mondiale (1941, 1941-42, 1942-43 e 1943-44) ma solo la seconda e la terza edizione furono portate a termine, con il Građanski che vinse l'edizione 1942-43.
Quando la guerra si concluse nel 1945 il club fu costretto allo scioglimento dal nuovo governo comunista (insieme al HAŠK e al Concordia Zagreb) e i suoi archivi furono bruciati per punirlo per aver partecipato ad un campionato organizzato dai fascisti. La loro ultima partita disputata fu un pareggio 2–2 contro l'HAŠK il 10 aprile 1945, poco tempo prima dello scioglimento forzato di entrambi i club.
Nel giugno 1945 venne fondata la Dinamo Zagabria con l'intenzione di prendere il posto del vecchio club disciolto come squadra più competitiva di Zagabria. La Dinamo prese i vecchi colori sociali del Građanski e lo stesso soprannome, e nel 1969 adottò uno stemma che ricorda quello del Građanski. Molti giocatori del Građanski continuarono la loro carriera nella Dinamo (Ivan Jazbinšek, August Lešnik, Zvonimir Cimermančić, Milan Antolković) come anche il loro allenatore Márton Bukovi. Altri dovettero trasferirsi al Partizan, fondato dopo la guerra, e alla squadra dell'esercito jugoslavo (Florijan Matekalo, Stjepan Bobek). Per questi motivi, La Dinamo è oggi considerato il successore del Građanski in tutto tranne il nome.

## Il club e la nazionale jugoslava
Poiché Zagabria era la sede della Nogometni Savez Jugoslavije (federcalcio jugoslava) fin dalla sua fondazione nel 1919 e sia la squadra del Građanski che la città di Zagabria erano considerate grandi potenze del calcio locale (con tre club cittadini Campioni di Jugoslavia tra il 1923 e il 1940 (Concordia Zagreb e HAŠK Zagreb oltre al Građanski), i giocatori del Građanski furono spesso convocati nella nazionale di calcio della Jugoslavia, per lo più per disputare il torneo olimpico, la Coppa dei Balcani e le qualificazioni ai Mondiali.
Alla fine del 1929 la federazione si sciolse dopo disaccordi tra le branche regionali di Zagabria e di Belgrado e questo provocò lo spostamento della Federcalcio jugoslava a Belgrado nel maggio 1930 dove adottò la denominazione serba di Fudbalski Savez Jugoslavije. Per questo motivi, i calciatori croati boicottarono la nazionale di calcio che si era iscritta ai Mondiali del 1930 da disputarsi a luglio in Uruguay, costringendo la Jugoslavia ad inviare ai mondiali una formazione composta unicamente da atleti serbi militanti in squadre di Belgrado (come BSK Beograd, ASK Beograd e SK Jugoslavija). La nazionale riuscì a battere il Brasil 2–1 e la Bolivia 4–0 prima di essere eliminati dall'Uruguay 1–6 in semifinale. Da allora la Jugoslavia fallì a qualificarsi ai due mondiali successivi nel 1934 e 1938: ciò significò che nessun croato disputò i mondiali fino al 1950. A quell'epoca il Građanski non esisteva più, anche se Stjepan Bobek, che aveva militato nel Građanski 1943–1945 prima di trasferirsi al da poco fondato Partizan dopo la guerra, era uno dei giocatori chiave della nazionale ai mondiali 1950 e 1954 e alle Olimpiadi 1948 e 1952.

### Giocatori in nazionale
Questa è una lista dei giocatori del Građanski che hanno disputato almeno una partita nella nazionale di calcio della Jugoslavia mentre militavano nel club tra il 1920 e il 1941. Durante la II Guerra Mondiale lo stato fantoccio fascista Stato Indipendente di Croazia schierò la sua propria nazionale, affiliata alla FIFA, che disputò 15 amichevoli tra il 1941 e il 1944. La squadra era largamente composta da giocatori del Građanski, e inizialmente allenata da Jozo Jakopić, direttore del Građanski. I giocatori che hanno militato nella nazionale croata in quel periodo sono indicati con †.
| Calciatore             | Ruolo          | Jugoslavia career | Presa | Gola | Squadre olimpicheb                                               |
| ---------------------- | -------------- | ----------------- | ----- | ---- | ---------------------------------------------------------------- |
| Milan Antolković †     | Attaccante     | 1937–1939         | 8     | 1    |                                                                  |
| Dragutin Babić         | Difensore      | 1921–1931         | 10    | 2    | Giochi olimpici 1924, Giochi olimpici 1928                       |
| Ivan Belošević †       | Difensore      | 1933–1939         | 11    | 0    |                                                                  |
| August Bivec           | Difensore      | 1933              | 1     | 0    |                                                                  |
| Dragutin Bratulić      | Portiere       | 1934–1935         | 3     | 0    |                                                                  |
| Miroslav Brozović †    | Difensore      | 1940–1948c        | 17    | 0    | Giochi olimpici 1948                                             |
| Zvonimir Cimermančić † | Difensore      | 1940–1948c        | 9     | 3    | Giochi olimpici 1948                                             |
| Slavin Cindrić         | Attaccante     | 1920–1928         | 5     | 3    | Giochi olimpici 1920, Giochi olimpici 1924, Giochi olimpici 1928 |
| Eugen Dasović          | Difensore      | 1923–1927         | 10    | 0    | Giochi olimpici 1924                                             |
| Ernest Dubac †         | Difensore      | 1938–1941         | 14    | 0    |                                                                  |
| Svetozar Đanić †       | Centrocampista | 1940–1941         | 3     | 0    |                                                                  |
| Fric Federber          | Difensore      | 1922              | 1     | 0    |                                                                  |
| Franjo Giler           | Centrocampista | 1926–1932         | 13    | 3    | Giochi olimpici 1928                                             |
| Franjo Glaser †        | Portiere       | 1933–1940         | 35    | 0    |                                                                  |
| Ivan Granec            | Centrocampista | 1920              | 1     | 0    | Giochi olimpici 1920                                             |
| Bernard Higl           | Difensore      | 1934–1939         | 24    | 0    |                                                                  |
| Rudolf Hitrec          | Centrocampista | 1926              | 1     | 0    |                                                                  |
| Ivan Jazbinšek †       | Difensore      | 1938–1941         | 7     | 0    | Giochi olimpici 1948                                             |
| Hugo Kinert †          | Centrocampista | 1921–1922         | 2     | 0    |                                                                  |
| Mirko Kokotović †      | Centrocampista | 1931–1939         | 23    | 4    |                                                                  |
| Gustav Lehner †        | Centrocampista | 1931–1940         | 44    | 0    |                                                                  |
| August Lešnik †        | Attaccante     | 1937–1940         | 10    | 4    |                                                                  |
| Florijan Matekalo †    | Centrocampista | 1940              | 1     | 0    |                                                                  |
| Maksimilijan Mihelčić  | Portiere       | 1925–1931         | 18    | 0    | Giochi olimpici 1928                                             |
| Emil Perška            | Attaccante     | 1920–1927         | 14    | 2    | Giochi olimpici 1920, Giochi olimpici 1924, Giochi olimpici 1928 |
| Branko Pleše †         | Centrocampista | 1937–1946c        | 6     | 3    |                                                                  |
| Antun Pogačnik †       | Difensore      | 1937              | 2     | 0    |                                                                  |
| Danijel Premerl        | Difensore      | 1925–1932         | 29    | 1    | Giochi olimpici 1928                                             |
| Marko Rajković         | Difensore      | 1931–1933         | 2     | 0    |                                                                  |
| Rudolf Rupec           | Difensore      | 1920–1924         | 9     | 0    | Giochi olimpici 1920, Giochi olimpici 1924                       |
| Jaroslav Šifer         | Difensore      | 1920–1922         | 6     | 1    | Giochi olimpici 1920                                             |
| Vilmos Sipos           | Attaccante     | 1934–1939         | 13    | 1    |                                                                  |
| Josip Urbanke          | Centrocampista | 1926              | 1     | 0    |                                                                  |
| Dragutin Vragović      | Centrocampista | 1920–1923         | 7     | 0    | Giochi olimpici 1920, Giochi olimpici 1924                       |
| Dragutin Vrđuka        | Portiere       | 1920–1924         | 7     | 0    | Giochi olimpici 1920, Giochi olimpici 1924                       |
| Franjo Wölfl †         | Attaccante     | 1938–1951c        | 12    | 6    | Giochi olimpici 1948                                             |
| Aleksandar Živković    | Attaccante     | 1931–1935         | 15    | 15   |                                                                  |

† Giocatori che hanno militato nella nazionale dello Stato Indipendente di Croazia (1941–1944).
a. Totali di carriera tengono in considerazione le statistiche nella nazionale della Jugoslavia (1920–1941)
b. Torneo olimpico a cui il giocatore fu convocato
c. Calciatore che militò anche nella nazionale della comunista SFR Jugoslavia, fondata dopo la II Guerra Mondiale

## Allenatori
- Karl Heinlein (1919–1921)
- Arthur Gaskell (1921–1924)
- Richard Kohn (1924–1925)
- Josef Brandstätter (1925–1926)
- Imre Pozsonyi (1926–1928)
- James Donnelly (1929–1931)
- György Molnár (1932)
- Robert Haftl (1933–1935)
- Márton Bukovi (1935–1945)

## Presidenti
- Andrija Mutafelija (1911–1914)
- Artur Weintraub[13]
- Vladimir Premrou (1932–1936)
- Josip Torbar (1936–1941)

## Palmarès

### Competizioni nazionali
- Campionato jugoslavo: 5

1923, 1926, 1928, 1936-1937, 1939-1940
- Campionato croato: 2

1941, 1943
- Coppa di Croazia: 1

1941

### Competizioni regionali
- Kup Zagrebačkog nogometnog podsaveza: 6

1922-1923, 1926-1927, 1927-1928, 1933-1934, 1934-1935, 1935-1936

### Altri piazzamenti
- Campionato jugoslavo:

Secondo posto: 1925, 1938-1939
Terzo posto: 1930-1931, 1934-1935, 1937-1938
- Campionato croato:

Secondo posto: 1940-1941, 1942
- Coppa dell'Europa Centrale:

Semifinalista: 1940